# 1491: Una nueva historia de las Américas antes de Colón
1491: Una nueva historia de las Américas antes de Colón es un libro del autor y escritor científico estadounidense Charles C. Mann sobre la América precolombina. Fue publicado en 2005 en su versión original en inglés, y en 2006 en traducción al español. El libro plantea que, según hallazgos recientes, la población indígena americana era mucho más numerosa, llegó antes al continente y controló su medio ambiente de manera mucho mayor de lo aceptado por los estudiosos e investigadores tradicionales.

## Resumen del libro
Según Mann, a partir de cambios en la forma de visualizar la historia a través de la arqueología, la climatología, la demografía, la economía, la epidemiología, la botánica, la genética, la biología, la bioquímica y las ciencias del suelo, y ante nuevas evidencias producidas por estas ciencias, la visión tradicional del pasado reciente y remoto del mundo precolombino ha debido ser desafiada y reexaminada. El autor reconoce que no existe aún consenso, pero argumenta que existe una tendencia generalizada entre los científicos a reconocer que:
1. (a) La población de los nativos americanos fue probablemente más elevada de lo que se creía en general, más cercana a las cifras estimadas más altas, y las enfermedades infecciosas introducidas por los europeos redujeron esa cifra en un 95 %. (b) Los humanos probablemente llegaron a América mucho antes de lo que se cree, en varias oleadas separadas en el tiempo, y no solo a través del estrecho de Bering.
2. El nivel de avance cultural y de sedentarismo fue mucho mayor del que se ha sostenido hasta la fecha.
3. El Nuevo Mundo no era la naturaleza virgen que los europeos creyeron que era al tomar contacto con él, sino un ámbito natural que había sido modificado por los naturales, principalmente con el fuego, en su beneficio, a lo largo de miles de años.

Estas tres cuestiones (origen y población, cultura y medio ambiente) forman el núcleo del contenido del libro.

## Lecturas relacionadas
- (en inglés) Diamond, Jared: Guns, Germs, and Steel: The Fates of Human Societies. W.W. Norton & Company, March 1997. ISBN 0-393-03891-2
- (en inglés) Diamond, Jared: Collapse: How Societies Choose to Fail or Succeed. New York: Viking Books. 2005. ISBN 1-58663-863-7.
- (en inglés) Henige, David. Numbers from Nowhere: The American Indian Contact Population Debate. Norman: University of Oklahoma Press, 1998. ISBN 0-8061-3044-X.
- (en inglés) Jones, Peter N.. Respect for the Ancestors: American Indian Cultural Affiliation in the American West. Bauu Press, August 2005. ISBN 0-9721349-2-1
- (en inglés) Sletcher, Michael. "North American Indians", in Will Kaufman and Heidi Macpherson, eds., Britain and the Americas: Culture, Politics, and History, (2 vols., Oxford, 2005).
- (en inglés) Weatherford, J. McIver. Indian Givers: How the Indians of the Americas Transformed the World. Fawcett Columbine, 1988. ISBN 0-449-90496-2

- Datos: Q2310343